# Dystrykt Bombali
Dystrykt Bombali – dystrykt w Sierra Leone. Stolicą jest Makeni. W 2004 roku w tejże jednostce administracyjnej mieszkało ponad 406 tys. ludzi. 
Liczba ludności dystryktu w poszczególnych latach:
- 1963 – 198 776
- 1974 – 233 626
- 1985 – 317 729
- 2004 – 406 012